# Sverre Moe (bokser)
 Der er flere personer med dette navn, se Sverre Moe.
Sverre Moe var en norsk bokser. Han boksede for klubben Kristiania Boxeklub.
Han blev den første norgemester i klassen mellemvægt A da han vandt en guldmedalje under NM 1909.